# Oldsmobile Bravada
| Oldsmobile Bravada |                               |
| Oldsmobile Bravada |                               |
| Fabricante         | Oldsmobile                    |
| Empresa matriz     | General Motors                |
| Fábricas           | Moraine, Ohio, Estados Unidos |
| Tipo               | SUV                           |
| Carrocería         | 4-puertas                     |
| Producción         | 1991 – 2004                   |
| Sucesor            | Buick Rainier                 |

El Oldsmobile Bravada es un modelo de vehículo de tipo SUV (traducción del inglés: Sport Utility Vehicle, vehículo todoterreno ligero, automóvil todocamino), fabricado por la empresa estadounidense Oldsmobile, una división de General Motors, entre los años 1991 y 2004. Todas las unidades se fabricaron en la planta de Oldsmobile de Moraine en Ohio (Estados Unidos).
El modelo no tuvo ningún sustituto, ya que la marca Oldsmobile desapareció, pero realmente el Bravada se siguió fabricando, obviamente con los cambios estéticos que ello comportaba, como Buick Rainier.
El Bravada constituye el primer todo terreno SUV fabricado por Oldsmobile desde los años 1920 y sólo se distribuyó en Estados Unidos.

## Primera generación (1991-1994)
| Oldsmobile Bravada de 1992 |                             |
| Oldsmobile Bravada de 1992 |                             |
| Producción                 | 1991 – 1994                 |
| Motor                      | 4.3 L Vortec 4300 V6        |
| Potencia                   | 160 y 200 CV                |
| Transmisión                | Automática de 4 velocidades |
| Longitud                   | 4544 mm                     |
| Anchura                    | 1656 mm                     |
| Altura                     | 1664 mm                     |
| Distancia entre ejes       | 2718 mm                     |

El Bravada, construido sobre el chasis GMT330 era un S-Blazer/Jimmy de mayor lujo. A diferencia de éste, equipaba un sistema de tracción integral, el “Smart Track” y tapicería de piel, también podía optarse por una suspensión deportiva preparada para circular fuera de la carretera.
Mecánicamente se ofreció con un único motor, el 4,3 L Vortec 4300 TBI V6 de 160 cv y 312 N.m en 1991. En 1992 el Vortec 4300 V6 se actualizó (sistema CPFI) y pasó a tener 200 cv.
La transmisión era automática de 4 velocidades y sobre marcha (overdrive)
En 1994 se presentó el paquete “Special Edition” que incluía acabados dorados y neumáticos para todas las estaciones (all-season tires).
Los vehículos de esta época relacionados con el Bravada son el Chevrolet S-10 Blazer, GMC Jimmy, GMC Sonoma, GMC Thyphoon y Chevrolet S-10.

## Segunda generación (1996-2001)
| Oldsmobile Bravada de 1998 |                                    |
| Oldsmobile Bravada de 1998 |                                    |
| Producción                 | 1996 – 2001                        |
| Motor                      | 4.3 L Vortec 4300 V6               |
| Potencia                   | 190 CV                             |
| Transmisión                | Automática de 4 velocidades        |
| Longitud                   | 1996-97: 4595 mm, 1998-01: 4666 mm |
| Anchura                    | 1996-97: 1689 mm, 1998-01: 1722 mm |
| Altura                     | 1996-99: 1605 mm, 2000-01: 1636 mm |
| Distancia entre ejes       | 2718 mm                            |

En esta ocasión, el modelo, recibió un restyling perdiendo su aspecto tan cuadrado de la anterior generación y que también afectaba al interior del Bravada. El sistema “Smart Track” se actualizó y se controlaba por ordenador, trabajando más como un control de tracción, ya que en condiciones normales las ruedas matrices eran las posteriores. Los faros de día, así como el airbag del conductor son de serie.
Mecánicamente se ofreció con una único motor, 4,3 L Vortec 4300 CSFIV6 de 190 cv. La transmisión era automática de 4 velocidades y una sobre marcha (overdrive).
En 1998 recibió una actualización. Exteriormente poseía una nueva parrilla que se inspiraba en el diseño del Aurora, con un interior revisado y la inclusión de airbags frontales.
En 1999 se añadió el sistema OnStar y un equipo de audio Bose. El año siguiente se presentó el paquete “Platinium Edition”.
Los vehículos de esta época recacionados con el Bravada son el Chevrolet S-Blazer, GMC Jimmy, GMC Sonoma, Isuzu Hombre y el Chevrolet S-10.

## Tercera generación (2002-2004)
| Oldsbomile Bravada de 2002 |                             |
| Oldsmobile Bravada de 2002 |                             |
| Producción                 | 2002 – 2004                 |
| Motor                      | 4.2 L Vortec I6             |
| Potencia                   | 270 CV                      |
| Transmisión                | Automática de 4 velocidades |
| Longitud                   | 4872 mm                     |
| Anchura                    | 1915 mm                     |
| Altura                     | 1892 mm                     |
| Distancia entre ejes       | 2870 mm                     |

El nuevo Bravada estrenó un nuevo, el GMT360 que aumentó considerablemente las medidas de modelo y tal como también hizo el GMC Envoy, monta un nuevo motor de gasolina de 6 cilindros en línea, También es la primera vez que se ofrece aparte de la versión integral “Smart Track”, una versión de propulsión, corvirtiéndolo en el primer Oldsmobile de propulsión desde el Custom Cruiser de 1992.
Mecánicamente, se ofreció con un único motor de 4,2 L Atlas LL8 L6 de 270 cv. La transmisión era automática de 4 velocidades con una sobre marcha (overdrive).
Como muchos Oldsmobile, también tuvo una edición especial restringida a unas unidades que incluían un paquete de equipamiento específico de fábrica, en este caso restringido a 500 unidades.
Los vehículos de esta época recacionados con el Bravada son el Chevrolet SSR, Chevrolet TrailBlazer, GMC Envoy, Isuzu Ascender y Buick Rainier.